# L'Isuledda
(Robby Naish, 1980 - 10 volte campione del mondo di windsurf, 4 volte campione del mondo di kitesurf)

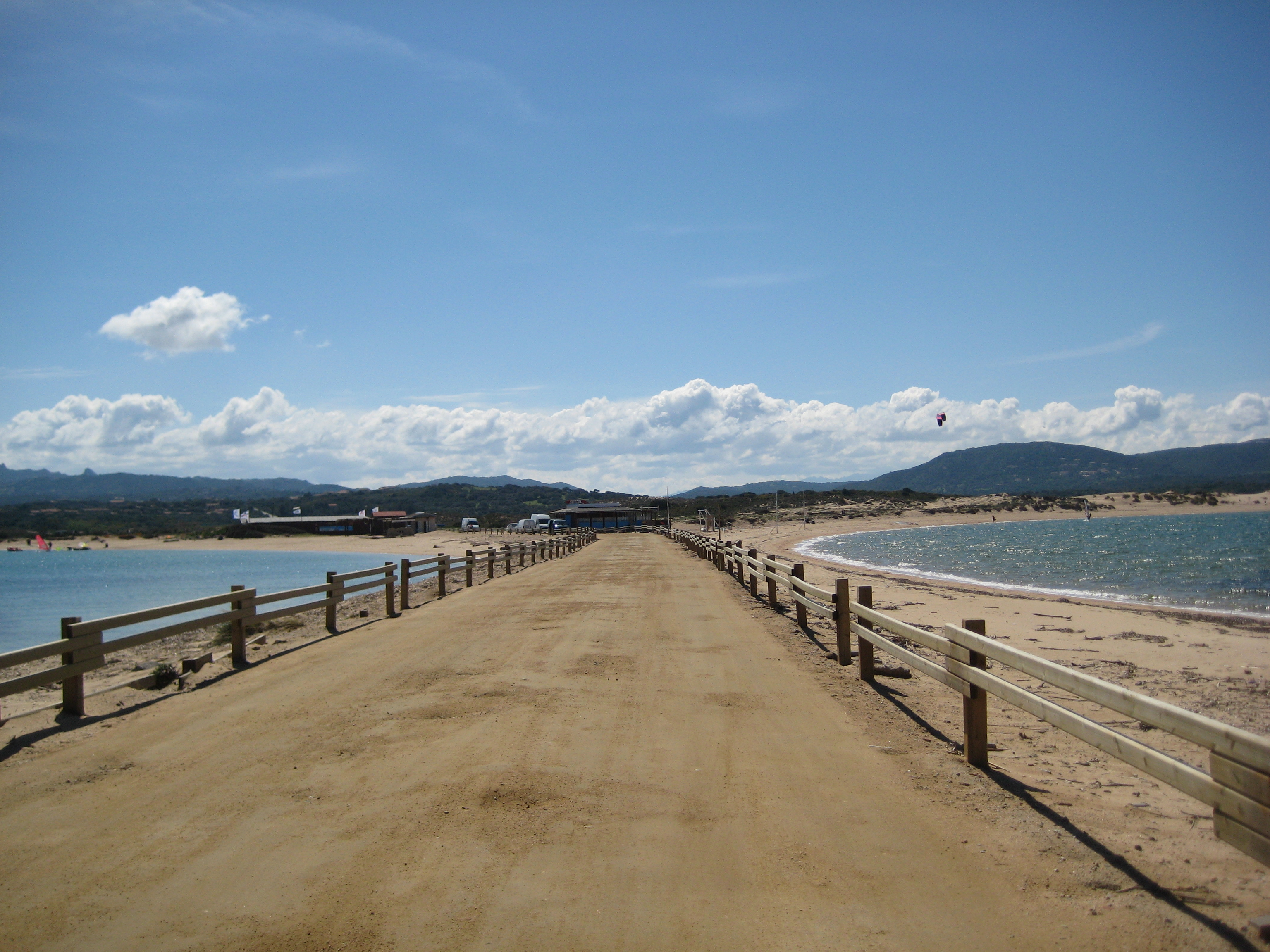
L'istmo dell'Isola dei Gabbiani.

L'Isuledda è un'area di circa 180.000 m², circondata quasi totalmente dal mare, unita alla terraferma da un istmo di terreno sabbioso ed è quindi una penisola. Amministrativamente fa parte del comune di Palau e si trova nelle vicinanze delle località di Porto Pollo e Barrabisa.
Fino al 2008 l'intera superficie era occupata da un Villaggio che oggi occupa solo la parte a nord-est della penisola. La notorietà della struttura commerciale denominata Isola dei Gabbiani spesso ha causato un erroneo utilizzo comune del termine Isola dei Gabbiani per indicare la località. Nella parte a Nord Ovest dell'Isuledda, sono presenti alcuni scogli staccati dal resto della penisola che vengono chiamati "Cavalli". L'Isuledda è molto frequentata da windsurfer e kitsurfer per via delle caratteristiche termiche dell'area che garantiscono in molti periodi dell'anno delle condizioni adatte con una brezza costante, 
rafficata e un'ottima esposizione ai venti provenienti dal quadrante nord-ovest (Tramontana, Maestrale e Ponente). 
L'Isuledda si affaccia sul parco marino protetto dell'Arcipelago di La Maddalena, a sua volta parte del Santuario dei mammiferi marini (Area Naturale Marina di Interesse Internazionale).

## Geografia fisica

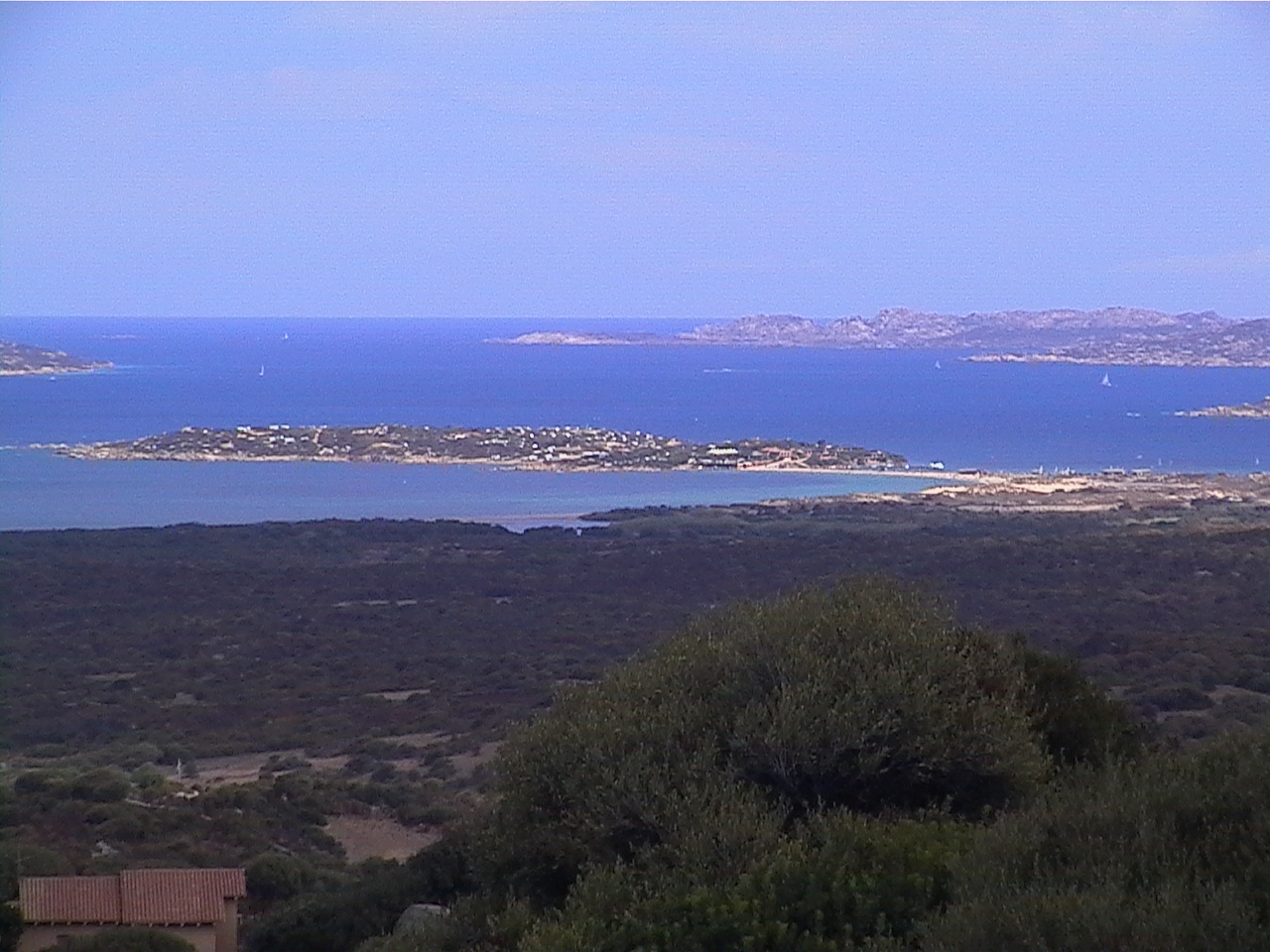
L'Isuledda vista da San Pasquale.

La penisola è cinta da due grandi baie: la baia di Ponente, posta sopravento, è solitamente caratterizzata da un leggero moto ondoso (nel gergo dei surfisti viene chiamato "chop") e da vento costante, purché non ci si avvicini troppo alla costa. La baia di Levante, posta sottovento, è prossima alla baia di Porto Pollo e presenta, invece, condizioni di acqua piatta e raffiche di vento. Il fondale delle due baie è sabbioso e caratterizzato da acqua limpida.

## Accessi
L'Isuledda si raggiunge percorrendo la strada statale 133 di Palau e svoltando a destra sulla strada provinciale 98, circa 600 metri dopo la rotatoria di Porto Rafael. Le indicazioni da seguire sono quelle per Porto Pollo.
Prima di arrivare a destinazione, s'incontra sulla sinistra l'agglomerato di case della frazione di Barrabisa, piccolo paesino, abitato per lo più d'estate, che conta oggi 92 abitanti, sorto su una piccola collina a 51 m s.l.m. Il nome ha origine dal termine usato dai sardi in passato per apostrofare gli abitanti delle terre che venivano spesso sommerse dall'acqua: "barra abissata" e la contrazione "barrabisa" significano infatti, nel dialetto sardo, "bocca sommersa", locuzione che appunto, per sineddoche, stava ad indicare una zona, come quella dei dintorni, a frequente rischio di allagamenti. Secondo altri il termine deriverebbe dal nome sardo di "Barabba", il malfattore liberato al posto di Cristo ed equiparato al Diavolo. Il gergo "Brabaìsu" è infatti metatesi di "Barrabìsu" (Barabbisu) che in campidanese equivale a barrabàs, barrabassu, cioè barabba, satanasso, diavolo. La terminazione al femminile nel toponimo gallurese Barrabisa è dovuta al fatto che in quella contrada prevale il tema territoriale in -isa (al posto di -ana), mentre nel sud-est della Sardegna prevale il tema maschile -isu. Il riferimento al diavolo è però di più difficile interpretazione.
La strada che va verso l'Isuledda è asfaltata fino a poco prima dell'inizio dell'istmo e, lungo l'ultimo tratto, sono presenti tre grandi parcheggi per le auto a pagamento dal 01/04 al 31/10. Lungo la baia a sinistra, delimitata dalla Penisola della Coluccia, si trova un'area caratterizzata da acqua stagnante, risultato del rallentamento del fiume Liscia in prossimità della foce e delle mareggiate invernali. Nel periodo estivo l'acqua dolce e quella salata sono separate del tutto. Questo fenomeno ha fatto sì che il lembo di sabbia provvisorio, che si viene a creare con l'alternarsi delle stagioni, contribuisca alla formazione di piccoli laghetti di acqua stagnante.
La vicina spiaggia, soprannominata  "porto Liscia", può essere raggiunta anche attraverso un'altra strada che dalla Strada statale 133 arriva direttamente al mare in corrispondenza di questa località. Anche la zona dei laghetti può essere raggiunta diversamente, deviando sulla sinistra in corrispondenza del primo parcheggio che s'incontra andando verso il mare.
In generale le spiagge dell'Isuledda sono formate da sabbia bianca con piccole calette rocciose ai lati circondate da macchia mediterranea. Dal versante nord-est della penisola è possibile osservare alcune delle isole che formano il vicino Parco nazionale Arcipelago della Maddalena, in particolare Spargi.